# 長野市営陸上競技場
長野市営長野運動公園総合運動場陸上競技場（ながのしえい ながのうんどうこうえんそうごううんどうじょう りくじょうきょうぎじょう）は、長野県長野市の長野運動公園総合運動場にある陸上競技場。

## 施設概要
球技場としても使用されている。
施設は長野市が所有し、シンコースポーツ（株）が指定管理者として運営管理を行っている。

### 主競技場
- 日本陸上競技連盟第2種公認
- トラック：400m×9レーン
- フィールド：天然芝
- 収容人員：17,350人（メインスタンド：座席5,200人）

### 補助競技場
- 日本陸上競技連盟第4L種公認
- トラック：全天候型舗装、1周300m×6レーン

## 陸上競技
長野市の記録会や北信地区の小中高生の大会などが開催され、県大会や全日本大学駅伝や全日本大学女子駅伝の選考会もこの競技場で行われることもある。1976年に全国高等学校総合体育大会陸上競技大会、2011年には全国高等専門学校体育大会陸上競技が行われた。 2012年（平成24年）より日本陸上競技選手権大会混成競技の会場として使用されている。

## サッカー公式戦
長野市や近隣の須坂市に富士通の工場があった関係で、過去に川崎フロンターレのホームゲームが数試合行われたが（Jリーグディビジョン2で1999年（平成11年）と2001年（平成13年）の2度）、座席数や照明設備などがJリーグの定める試合開催要件（J2以上）を満たしていないため、2002年（平成14年）～2013年（平成25年）の間はJリーグの試合は行われなかった。
長野市をホームタウンとしているAC長野パルセイロは南長野運動公園総合球技場で試合を開催しており、JFL時代は当競技場での試合は行われなかった。
2014年（平成26年）シーズンのJ3リーグでは、南長野の改修工事のため、パルセイロは佐久総合運動公園陸上競技場をホームスタジアムとして使用するが、当競技場でも10節、19節、21節、23節、32節、33節のリーグ戦6試合と、J2・J3入れ替え戦の1試合が開催された。最多入場者数は第10節J-22選抜戦の8,011人、入れ替え戦を含めると入れ替え戦カマタマーレ讃岐戦の8,944人。これはそれぞれAC長野の2014年（平成26年）シーズンまでの歴代最多入場者数である。

## ギャラリー

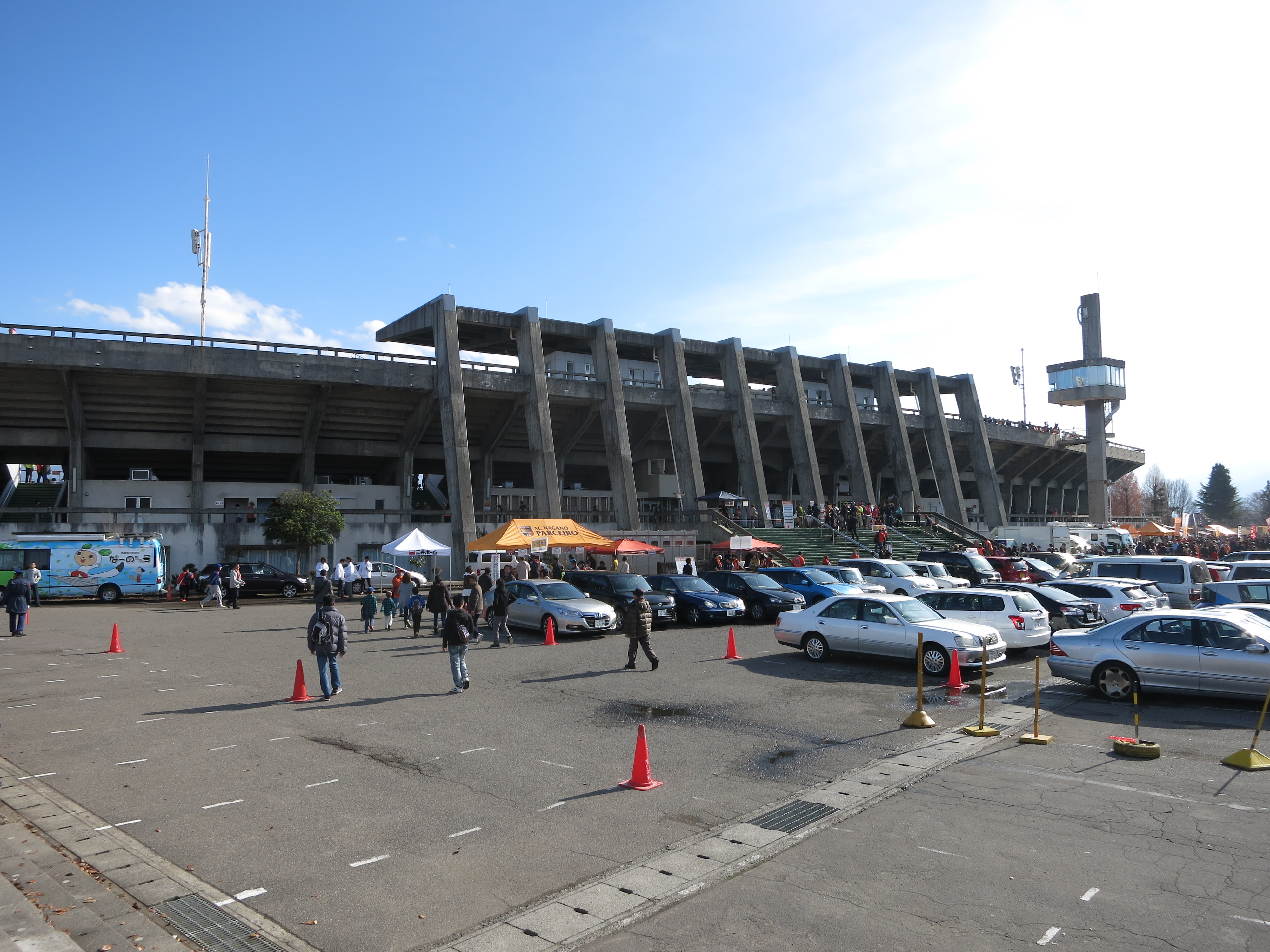
メインスタンド外観
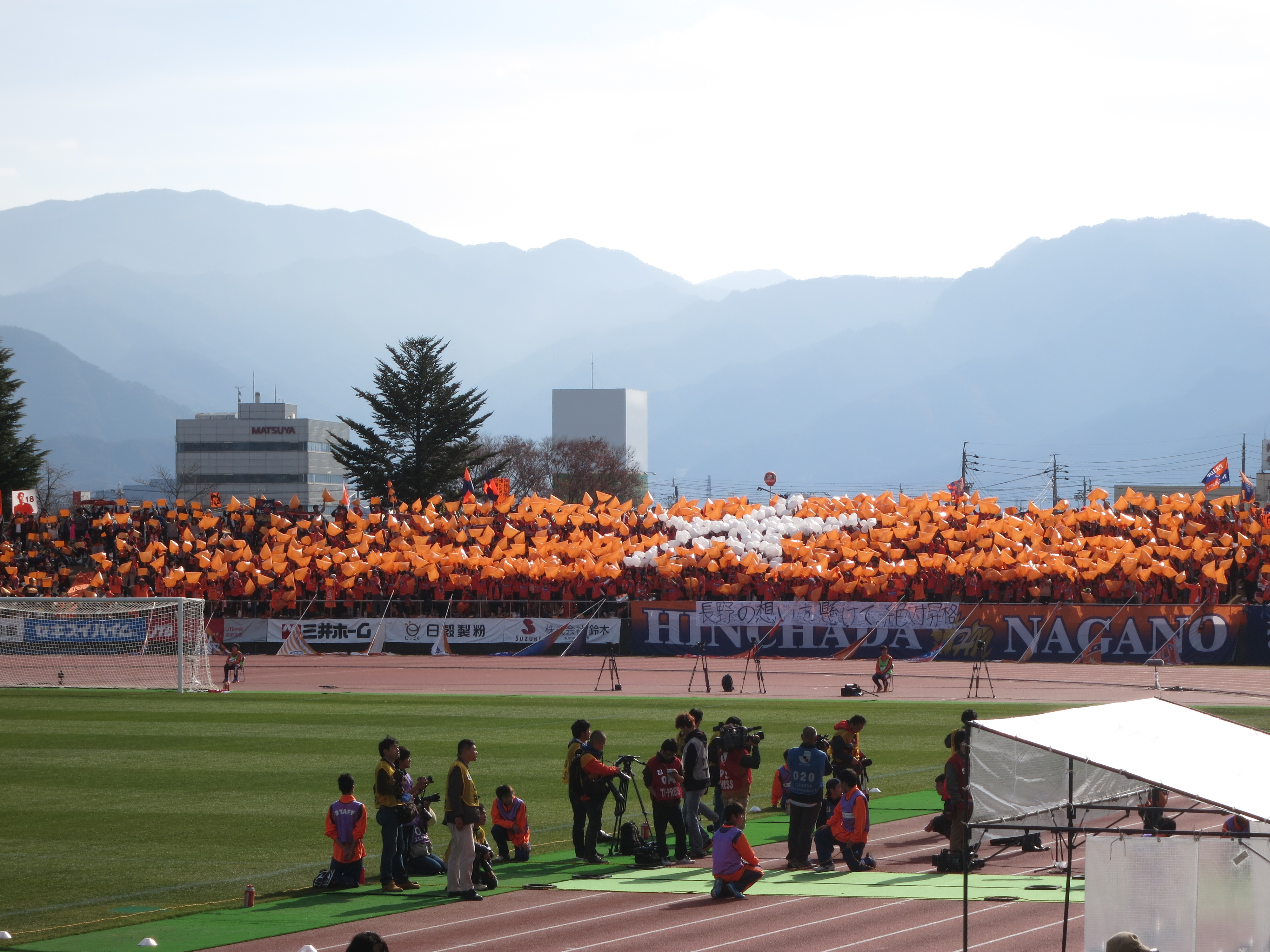
J2-J3入替戦におけるＡＣ長野サポーター
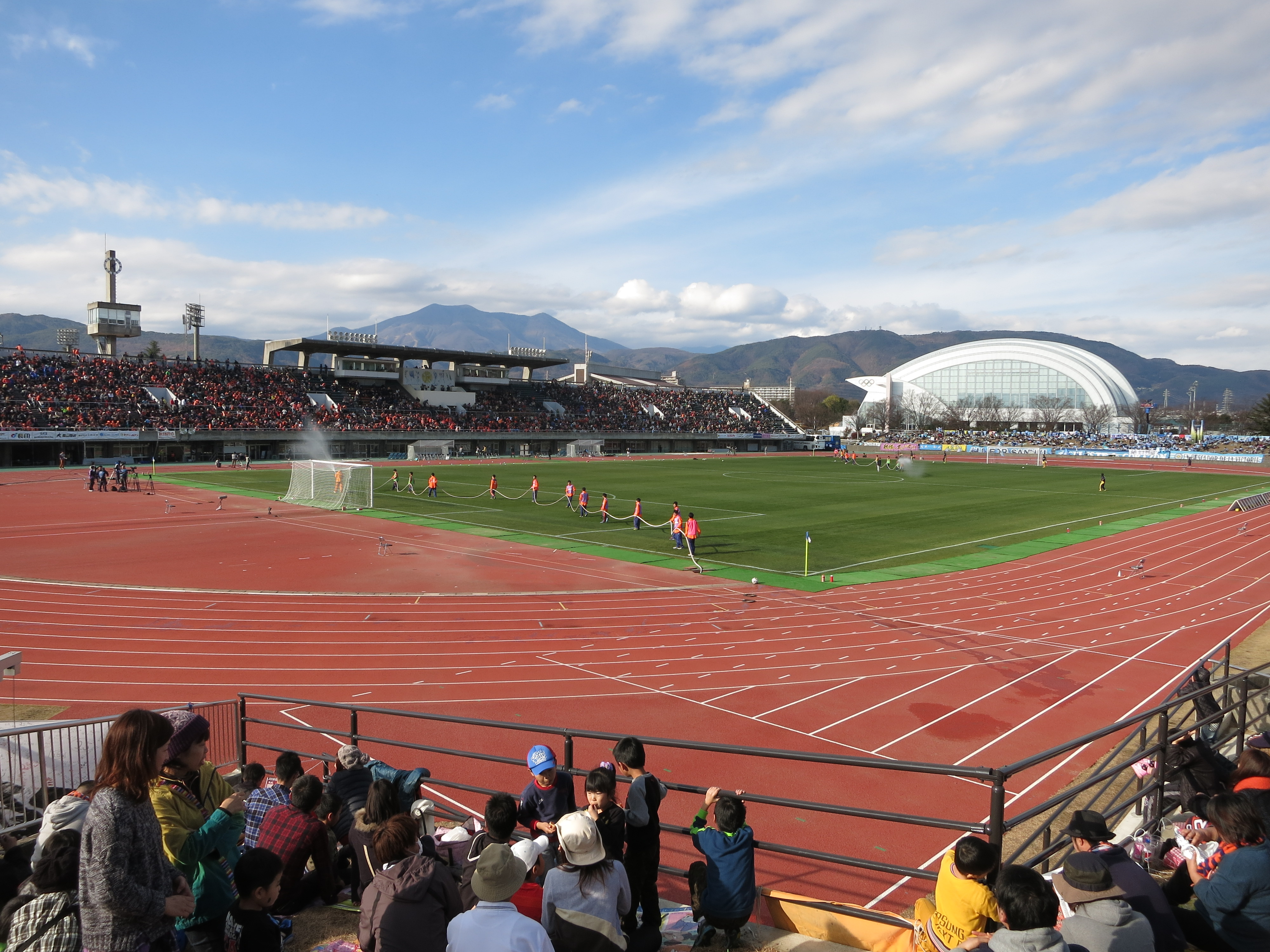
バックスタンドからメインスタンドを見る。

## 交通
- しなの鉄道北しなの線 北長野駅から徒歩で約15分。
- 長野電鉄長野線 朝陽駅から徒歩で約20分。
- JR 長野駅より長電バスを利用、「運動公園」停留所下車。